# عثمان
ابوعبداللّٰه عثمان بن عفان بن ابی‌عاص اموی قریشی (به عربی: أَبُو عَبْدِ اللَّٰهِ عُثْمَانُ بْنُ عَفَّانَ بْنِ أَبِي الْعَاصِ الْأُمَوِيُّ الْقُرَشِيُّ) (۵۷۶ – ۶۵۶ میلادی) سومین خلیفه مسلمانان پس از درگذشت محمد، پیامبر اسلام بود. او از سال ۲۳ تا ۳۵ هجری قمری مصادف با ۶۴۴ تا ۶۵۶ میلادی به مدت ۱۲ سال بر سرزمین‌های اسلامی و فتوحات جدید خود زمامداری نمود. او دعوت محمد را پذیرفت و مسلمان شد. عثمان در شمار مهاجران به حبشه بود، اما به زودی به مکه بازگشت و به مدینه مهاجرت کرد. وی در مدینه به ترتیب با دو دختر محمد رقیه و ام کلثوم ازدواج نمود و لذا به ذوالنورین مشهور گشت. در زمان ابوبکر وی از افراد نزدیک به او بوده و کاتب وی به‌شمار می‌آمد. در دوره عمر نیز از نفوذ قابل توجهی برخوردار بود. در زمان او بسیاری از سرزمین‌های خاورمیانه امروزی مانند قفقاز، خراسان، ایران، قبرس و قسمتهایی از شمال آفریقا فتح شد. عثمان ۴۹ روز آخر عمر خود را در محاصره مخالفان و معترضان خود بود که نهایتاً به قتل او انجامید. به روایت منابع اسلامی، عثمان همچنین نسخه‌ای رسمی از قرآن را جمع‌آوری و به ثبت رسانید که در تحقیقات جدیدتر به کسانی چون حجاج بن یوسف نیز نسبت داده شده است. پس از قتل عثمان اختلافات گروه‌های مسلمانان و سرزمین‌های متحده اسلامی (مثل شام، عراق، حجاز و مصر) بیشتر شد، این ناسازگاری‌های سیاسی و دینی منجر به درگیری‌هایی موسوم به فتنه اول و دوم گردید.
عثمان خانواده توانگری داشت و خود بازرگانی دارا بود. عثمان پس از دوستی با محمد در میان مسلمانان از لحاظ اجتماعی و اقتصادی از افراد سطح بالا به‌شمار می‌رفت. عثمان به ندرت پیشنهادهای نوآورانه ارائه می‌داد ولی با این وجود همواره رضایت محمد و دیگر مسلمانان را در پیشنهادهایش دارا بود. در نخستین سال‌های تاریخ اسلام وی شخصی مطیع و منفعل و نظراتش با تصمیمات جمعی مسلمانان همسو بود. در دوران زمامداری نیز عثمان سیاست‌های خلیفه پیش از خود را ادامه داد هر چند از لحاظ شخصیتی اقدامات و خط مشی او به اقتدار و زورمندی عمر نمی‌رسید.
پس از قتل عمر در سال ۶۴۴ میلادی، عثمان به عنوان جانشین او انتخاب شد. این انتصاب به وسیله یک شورا که عمر پیش از مرگ تعیین کرده بود، انجام گردید. در آن هنگام با سه رأی از شش رأی و حق وتو عبدالرحمن بن عوف، برادر زن خود، عثمان را خلیفه مسلمان کرد.
عثمان همانند زمامداران پیشین، سیاست فتح و تسخیر کشورها را ادامه داد و به شکلی باثبات و با مداومت گستردگی امپراتوری اسلام را بیشتر کرد. در نبردهای عصر عثمان هزینه‌های نظامی و جنگ، بیشتر از غنائم حاصله از آن‌ها بود.
شیعیان معتقد هستند در رویداد غدیر خم محمد، علی را به عنوان جانشین خود تعیین نمود لذا ابوبکر، عمر و عثمان را سزاوار حکومت پس از محمد نمی‌دانند.
اما به اعتقاد مسلمانان اهل سنت محمد گفته بود که «حکومت حقیقی خلفا پس از او ۳۰ سال است». بر طبق این سخن ۲ سال و ۳ ماه ابتدا با خلافت ابوبکر و ۱۰ سال بعدی آن با خلافت عمر و ۱۲ سال دیگر با خلافت عثمان و ۵ سال و ۷ ماه بعد با خلافت علی و ۲ ماه پایانی با خلافت حسن بن علی مجموعاً ۳۰ سال می‌باشد و آنهارا خلفای راشدین می‌نامند.

## دوران محمد

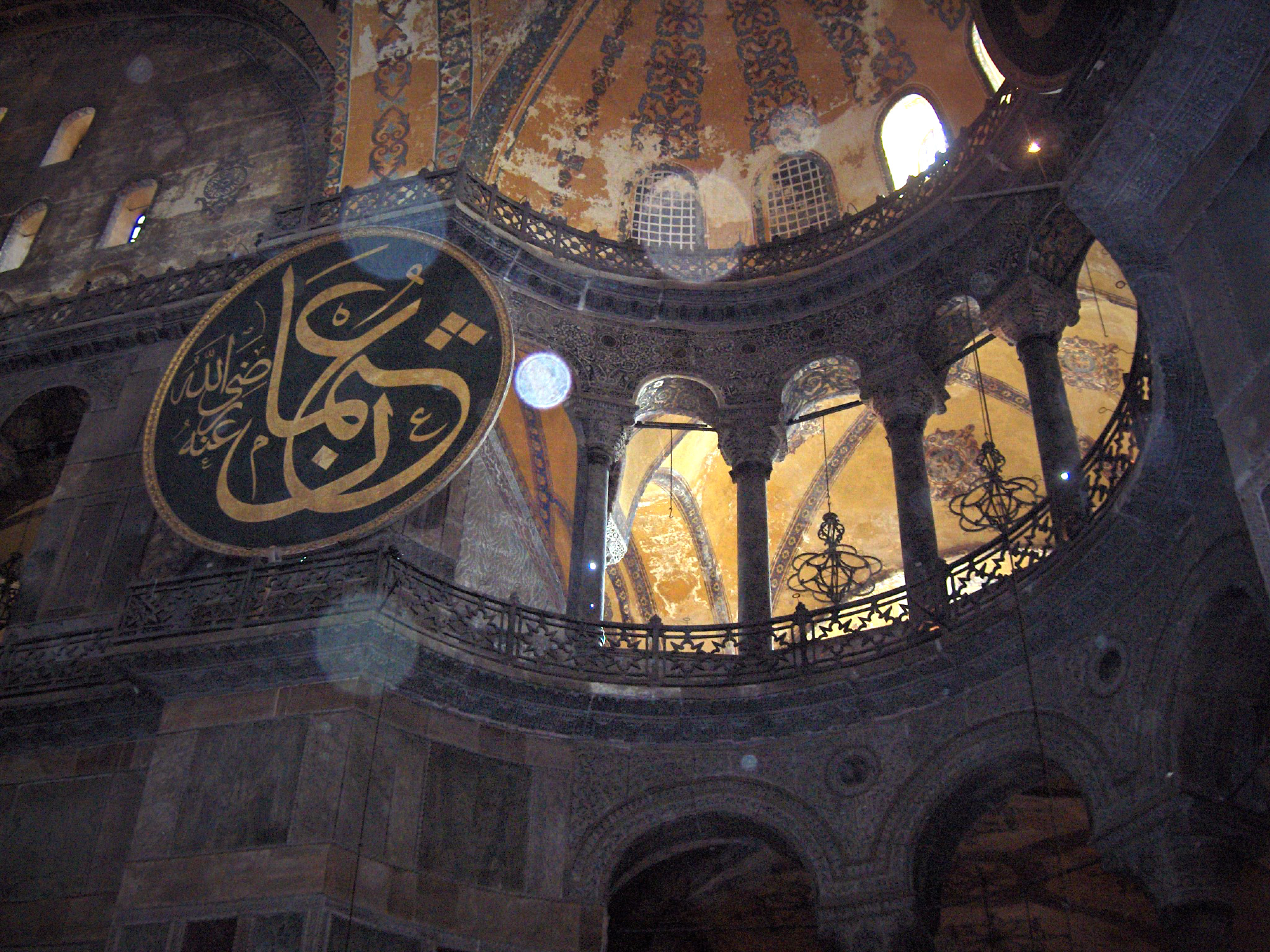
نام مُذهَّب عثمان در مسجد ایا صوفیا

عثمان از اولین اسلام‌آورندگان السابقون بود. وی از طایفهٔ بنی‌امیه و یکی از تجار و ثروتمندان مکه بود. او در میان خاندانی که قریب به اتفاقشان مخالف اسلام بودند، به اسلام گروید و در شمار مهاجران به حبشه بود، اما به‌زودی به مکه بازگشت و دوباره به مدینه مهاجرت کرد.
عثمان در لغت به معنی مار یا بچه مار است.
پس از مرگ رقیه در سال دوم هجری، عثمان با دیگر دختر محمد به نام ام‌کلثوم در سال سوم هجری ازدواج کرد و با این ازدواج روابطش با محمد را دوباره مستحکم کرد. برخی به سندیت این ازدواج مشکوک هستند، اما دانشنامه اسلام بر طبق نسخهٔ خطی از ابن لهیه، نظر آنان را رد می‌کند. علاوه بر آن، ازدواج با فردی سرمایه‌دار اهل مکه مانند عثمان مزایای فراوانی برای ام‌کلثوم داشته‌است.
به دلیل ازدواج عثمان با دو دختر محمد مسلمانان‌به عثمان ذوالنورین یعنی صاحب دو نور می‌گویند.

## به خلافت رسیدن عثمان
عمر در آخرین روزهای عُمر خود، شش تن از صحابیان را مأمور نمود در مدت سه روز خلیفه مسلمانان را تعیین کنند.
این شش نفر عبارت بودند از:
- علی بن ابی‌طالب
- عثمان بن عفان
- عبدالرحمن بن عوف
- زبیر بن عوّام
- طلحة بن عبید اللّه
- سعد بن ابی‌وقاص

بنوشته تاریخ یعقوبی عمر ابو طلحة بن زید بن سهل انصاری را بر این کار گماشت و گفت: «اگر چهار نفر نظری دادند و دو نفر مخالف شدند، آن دو نفر را گردن بزن و اگر سه نفر توافق کردند و سه نفر مخالفت نمودند، سه نفری که عبد الرحمان در میان ایشان نیست، گردن بزن، و اگر سه روز گذشت و بر کسی توافق حاصل نکردند، همه آن‌ها را گردن بزن».
بنوشته یعقوبی در این سه روز مذاکرات زیادی انجام شد و نتیجه بین علی و عثمان مردّد شد. عبدالرحمن از علی پرسید: اگر با تو بیعت کنیم آیا حاضر می‌شوی به کتاب خدا و سنت رسول‌الله و به شیوه دو خلیفه پیشین رفتار کنی؟ جواب علی به عبدالرحمن این جمله بود که: به کتاب خدا و سنت رسول‌الله عمل خواهم کرد. عبدالرحمن همین سؤال را از عثمان کرد و عثمان جواب مثبت داد و همه شرایط را پذیرفت و لذا او به خلافت رسید
عبدالرحمن بن عوف سه شرط عمل به قرآن، سنت محمد و روش خلفای پیشین را به علی عرضه کرد که علی تنها دو شرط اول را پذیرفت؛ در حالی که عثمان هر سه شرط را قبول کرد. بنا بر روایت شرح نهج البلاغه ابن ابی الحدید، علی در این هنگام به برتری خود در امر خلافت تأکید کرد؛ اما چون اقبال عمومی به عثمان بود، ناچار شد که با وی بیعت کند. به نوشتهٔ ولیری احتمالاً دلیل انتخاب آن بود که دیگران نگران بودند علی به جهت تقوای سخت‌گیرانه‌اش برخی از سیاست‌های خلفای پیشین را خلاف قرآن و سنت محمد بداند و در صورت انتصاب به خلافت تغییری در آن دهد که منافع تثبیت‌شده‌ای را نقض کند.

## دوران خلافت
دوازده سال دورهٔ خلافت عثمان از لحاظ تاریخی به دو دورهٔ شش سال خوب ۲۹–۲۳ هجری و دوره شش سال هرج و مرج و بی‌قانونی ۳۰–۳۵ هجری تقسیم می‌شود. علت این تغییرات به صورت افسانه‌وار به‌علت افتادن خاتم (انگشتر) محمد از دست عثمان در چاه اریس در سال ۳۰ هجری دانسته می‌شود. در همین دوران، اولین آشوب‌ها در امت اسلامی در منطقهٔ عراق که از بحران اقتصادی رنج می‌برد شروع گردید. ابوذر غفاری که از اولین ساده‌زیستان در اسلام بود، در این دوران به همراه اهل خانواده‌اش به شام تبعید شد و بعد از آن به ربذه فرستاده شد و در آنجا به‌علت فقر و تنگدستی درگذشت. گرچه در مورد شخصیت وی اغراق شده‌است، اما وی به‌عنوان شخصیتی ساده‌زیست و با تقوا در برابر رویکرد تجملی دوران عثمان مطرح است.
از کارهای عثمان جمع‌آوری قرآن و به‌وجود آوردن نسخهٔ واحد برای قرآن بود که در زمان خلیفهٔ اول با نظارت و اجماع صحابه صورت گرفت. در دوران خلافت او، قلمرو تصرف‌شده توسط مسلمانان به اوج خود در دوران خلافت رسید، این بزرگ شدن قلمرو اسلامی باعث به‌وجود آمدن مسایل تازه‌ای در نحوهٔ تعامل جامعهٔ اولیهٔ اسلامی و قلمروهای تازه به‌دست آمدهٔ اسلامی شد که عثمان که در آن زمان به پیری رسیده بود، نتوانست به‌خوبی از عهدهٔ این امر بربیاید. در زمان او دامنهٔ قلمرو اسلامی به بلخ و قبرس رسید. او برای کنترل بیشتر اعضای خاندان خود را به امیری فرستاد. مردم بر اثر غنیمت‌های گستردهٔ جنگی که کشورگشایی‌ها در پی داشت، زندگیشان از فقر و گوشه‌گیری زمان محمد به اشرافی‌گری تغییر کرده بود و عده‌ای، از رواج اشرافی‌گری شکایت داشتند.

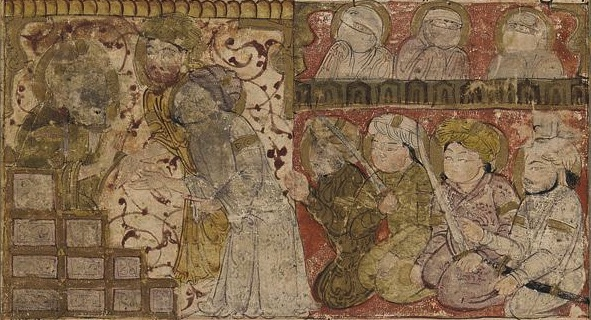
نقاشی انتخاب عثمان یه عنوان خلیفه در کتاب تاریخ بلعمی

غنایم بدست‌آمده از مناطق فتح‌شده در زمان عثمان چندان زیاد نبود. لشکریانی که در این فتوحات شرکت داشتند، به عثمان اعتراض کردند که چرا غنایم را که از نظر آنان تماماً باید به کسانی که در جنگ تعلق می‌گرفت را تماماً بین آن‌ها تقسیم نکرده و بخشی از آن را به والیان شهرها و قوم و خویش خود داده‌است و از غنایم در ساخت موارد عام‌المنفعه استفاده برده‌است. البته این روش، پیشتر توسط عمر نیز اجرا می‌شده‌است. دانشنامهٔ اسلام بر این باور است که این اقدام عثمان تنها راهی برای سرمایه‌دار کردن قوم و خویشش نبوده، بلکه اقدامی هوشمندانه برای اختصاص دادن بخشی از غنایم برای امورات مناطق بوده‌است. البته این اقدام با رویهٔ اختصاص دادن تمامی غنایم به جنگجویان مشارکت‌کننده در فتوحات، تناقض دارد.
ضرورت کم‌کم ایجاب می‌کرد که امپراتوری اسلامی به فکر یک سازمان اداری منسجم همانند مدل‌های مشابه در کشورهای بیزانس و ایران بیفتد. البته این مهم در زمان عمر تا حدودی طرح‌ریزی شده بود و بعدها توسط سلسلهٔ امویان گسترش یافت و در دوران عباسیان شکوفا گردید. این سیستم جایگزین ساختار سنتی و نامناسب و آشوب‌زای ملوک‌الطوایفی اعراب بود. دانشنامه اسلام می‌نویسد گرچه سرزنش‌هایی به وی می‌شد که نمی‌تواند روش مناسب برای اجرای این طرح را پیدا کند یا از پس این کار بر نمی‌آید، اما طرح وی طرحی مناسب بود و همان اهداف طرح عمر را دنبال می‌کرد. علاوه بر آن، بحران‌های اقتصادی ای که به خاطر سرمایه‌داری ناگهانی اعراب به وجود آمده بود باعث شد که عثمان به این فکر بیفتد که مبلغی از مستمری جنگجویان را کم کند و به موارد دولتی تخصیص دهد. این مهم باعث بروز نارضایتی‌ها از وی شد.

### نارضایتی و شورش
نیمهٔ اول خلافت عثمان به خوبی پیش رفت. در این مدت دولت نیز پایدار بود، ولی با شروع سال ۳۱ هـ آشوب‌ها و تحرکات گروهای مخالف شروع به نمایان شدن و شدت گرفتن کرد که تا پایان دوره‌اش و دورهٔ خلفای راشدین ادامه یافت. دلیل آن این بود که عثمان برای بعضی نزدیکان و فامیلش با بخشش منصب فرماندار استان، خوب‌بینی کرده بود که اعتراض‌ها و شکایت‌هایی از ستم نزدیکانش در پی داشت و ستم‌دیدگان خواستار برکناری آن‌ها شدند، بعضی دیگر هم از اشرافی‌گری که در مدینه رایج شده بود شکایت داشتند؛ به نوشته ویلفرد مادلونگ، عثمان به بنی‌امیه که قوم و خویشش بودند بیش از حد امتیاز می‌داد، به‌طوری‌که نفوذ آنان روی وی سبب شد که با صحابهٔ محمد مانند ابوذر غفاری، عبدالله بن مسعود و عمار یاسر بدرفتاری کند. این موضوع و مسائل دیگر خشم مردم در مناطق مختلف حکومت اسلامی را در سال‌های ۶۵۰ و ۶۵۱ میلادی برانگیخت. بعد از اینکه مروان بن حکم، عموزادهٔ عثمان، به عنوان مشاور وی انتخاب شد، بر وی تسلط یافت. این امر باعث اعتراض بسیاری از صحابهٔ محمد به‌خصوص اعضای شورای انتخاب عثمان گردید. بسیاری از آنان به عثمان اعتراض نموده و حمایت خود را از وی قطع کردند.
این روش حکومت مخالفت‌های زیادی را برانگیخت. مخالفان او، عثمان را به خویشاوندسالاری و فساد متهم می‌کردند. به نوشته جان بوکر، سر دسته مخالفان او عایشه، همسر پیامبر و دختر ابوبکر، و علی داماد محمد بودند. بنا بر نظر سید حسین نصر در دانشنامهٔ بریتانیکا، علی عثمان را به عنوان خلیفه به رسمیت می‌شناخت. اما موضع بی‌طرفی را بین هواداران و مخالفان وی اتخاذ کرده بود. به نوشته رابرت گلیو، علی حداقل به لحاظ معنوی سردستهٔ مخالفان عثمان بود. در دوران خلافت عثمان، علی به همراه صحابهٔ دیگری از محمد از جمله طلحه و زبیر از منتقدان عثمان بودند. او عنوان می‌داشت که عثمان از سنت پیامبر دچار انحراف شده‌است. مهم‌ترین موارد اختلاف با عثمان بر سر اجرای حدود اسلامی بود. علی اصرار داشت که حدود الهی باید اجرا شود. از جمله در قضیهٔ شراب‌نوشی ولید، حاکم کوفه، که گفته می‌شود حد به دست خود علی اجرا شد. او در امور سیاسی حداقل به لحاظ معنوی نیز از سرکردگان مخالف عثمان شناخته می‌شد. در قضیه تبعید ابوذر غفاری با وجود ممنوعیت تعیین شده توسط عثمان او با فرزندانش ابوذر را بدرقه کرد.
اوضاع در کوفه در سال ۳–۳۲ هجری /۴–۶۵۲ میلادی بدتر گردید. قاریان کوفه که تفکرات مذهبی و سیاسی مخالف عثمان داشتند، با وجود اینکه اقدامات سیاسی فراوانی در مقابله با آنان انجام شده بود، توانستند زمینهٔ عزل سعید بن عاص، والی کوفه را فراهم کرده و ابوموسی اشعری والی پیشین بصره را که زاهد بود و تفکرات مخالف عثمان داشت، امیر خود کنند. از آن به بعد، کوفه از کنترل حکومت مرکزی خارج شد. برخی مورخان اهل سنت می‌گویند اولین کسی که جرقهٔ انقلاب را ضد عثمان زد فردی یهودی در یمن با نام عبدالله بن سبا می‌داند. سیدمرتضی عسکری با بررسی روایات تمام مورخینی که پیش از قرن پنجم هجری قمری می‌زیسته‌اند، به این نتیجه می‌رسد که از نظر تمامی آن‌ها روایت مربوط به عبدالله بن سبا غیرقابل اعتماد و ضعیف است.
در مصر، شورش‌هایی به سرکردگی محمد بن ابی حذیفه (پسر خواندهٔ عثمان) که در سنین جوانی بود صورت گرفت و عبدالله بن ابی سرح که والی مصر بود، در مقابل این شورش‌ها تسلیم گردید. به نظر می‌رسد که عمروعاص پس از اینکه از امارت مصر عزل شده بود و به فلسطین رفته بود، پنهانی این شورش‌ها در مصر را تحریک می‌کرد. نقش این شورش‌ها در مصر باید پررنگ‌تر از آنچه که تصور می‌شود بوده باشد. ابن لیه نیز در کتاب خود شورش مصریان را مورد بررسی قرار داده و معتقد است که تعداد مصریان در میان افرادی که خانهٔ عثمان را محاصره کرده بودند، بیش از گروه‌های دیگر بوده‌است.
بدین ترتیب، شورش علیه عثمان در استان‌ها و اقالیم مسلمانان ریشه زد، در نهایت سال ۳۴ هـ با آمدن کاروان حج به مدینه از سرزمین‌های اسلامی جرقه خورد. شورش‌ها بالا گرفت و معترضان از سه ناحیهٔ مختلف به مدینه آمدند. اولین گروهی که رسیده بود، مصریان بودند که سر کردهٔ آنان عبدالرحمن بن عدیس بود، این گروه روز جمعه به مسجدالنبی رفتند تا نماز جمعه را بخوانند. در این هنگام شورشیان با عثمان روبرو گردیدند و اعتراضات شدیداللحنی به وی کردند. عثمان با رویکردی صلح‌آمیز و آشتی‌جویانه، قول داد که تمامی اقدامات قبلی خود را لغو کند و والیان مناطق را عوض کند. معترضان راضی شدند و به سمت مصر بازگشتند. اما در تپه‌های شن اریس، قاصدی از سوی عثمان را یافتند و به وی مشکوک شدند و طی بازجویی از وی، نامه‌ای را یافتند که در آن به عبدالله بن ابی سرح دستور کشتن یا مثله‌کردن سران شورش‌گران مصر داده شده بود. به همین دلیل به مدینه بازگشتند و دست به انقلاب ضد وی زدند.
وی که در ابتدا حکم مجازات شورشیان را صادر کرده بود، وقتی که توسط پیک سریعی که توسط عبدالله بن سعد فرستاده شد، از قصد شورشیان آگاه شد، از آنجایی که به‌دلیل احتمال بازشدن راه برای خشونت دیگر قشرها، تمایلی به پذیرش شورشیان نداشت، به دیدار علی رفته و از او خواست که با شورشیان دیدار کرده و آن‌ها را وادار کند که به شهر و دیارشان بازگردند. عثمان ضمن اینکه خود را از این به بعد ملزم به پیروی از توصیه‌های علی می‌کرد، به وی اختیار تام داد تا هرگونه که می‌خواهد با شورشیان مذاکره کند. علی به وی یادآوری کرد که قبلاً هم با وی در این مورد صحبت کرده‌بود، ولی عثمان ترجیح داده‌بود که از مروان بن حکم و بنی‌امیه حرف‌شنوی کند. عثمان قول داد که از این پس، از آنان روی گردانده و از علی حرف‌شنوی کرده و دستور داد که دیگر انصار و مهاجران به علی بپیوندند. او همچنین از عمار خواست که به این گروه بپیوندد ولی وی این پیشنهاد را رد کرد. به نوشته پوناوالا، علی در این زمان بدون آنکه مستقیماً با عثمان مخالفت کند، تأثیری بازدارنده بر وی داشت. او انتقادات دیگر صحابه را به گوش عثمان می‌رساند و از جانب عثمان با مخالفانی که از دیگر استان‌ها به مدینه آمده بودند، مذاکره کرد که به نظر می‌رسد این امر سبب بروز بدگمانی بین علی و اقوام عثمان گشت. بعداً که شورشیان منزل عثمان را محاصره کردند، علی با اصرار بر اینکه عثمان نباید از آب منع شود، تلاش کرد تا از شدت حصر بکاهد.
بر طبق روایت محمود بن لبید بن عقبه اوسی، تاریخ‌نگار معاصر، اعضای این گروه از مهاجرین (به‌جز علی) شامل سعید بن زید، ابوجهم عدوی، جبیر بن مطعم و حکیم بن حزام و از بنی‌امیه شامل مروان بن حکم، سعید بن عاص و عبدالرحمن بن عتاب بن اسید، از انصار به سرکردگی محمد بن مسلمه و شامل ابواشید و ابوحمید ساعدی، زید بن ثابت و کعب بن مالک و همچنین شامل نیار بن مکرز اسلمی و در کل نزدیک به ۳۰ نفر بودند.

## قتل عثمان و عواقب آن
شورشیان خانهٔ عثمان را محاصره کردند، این گونه گذشت تا روز جمعه رسید، عثمان برای سخنرانی به بالای منبر رفت و در مورد شورشیان صحبت کرد؛ یکی از صحابه حرف وی را تأیید کرد و دیگری به حرفش اعتراض کرد که باعث نبرد در مسجد شد، عثمان در این بین زخمی شد و به خانه‌اش برده شد. عثمان چند روز در خانه‌اش محاصره بود و تعدادی از صحابه مشغول حفاظت از عثمان بودند مهم‌ترین آن‌ها حسن بن علی، عبدالله بن زبیر، مروان بن حکم و سعید بن عاص بود انقلاب گران به خانهٔ او حمله کردند و در خانه را آتش زند یکی از آن‌ها با غلاف شمشیر به سر عثمان ضربه زد، سپس با شمشیر عثمان را در تاریخ ۱۸ ذی‌الهجه سال ۳۵ هـ (۲۰ ژوئن سال ۶۵۶م) در حالی که ۸۲ سال داشت و از خلافتش ۱۲ سال می‌گذشت کشت.
عثمان به دلیل اینکه نمی‌خواست شأن خود را به عنوان خلیفه کم کند، با درخواست‌های مبنی بر کناره‌گیری از خلافت مخالفت می‌نمود. مدت محاصره عثمان (در سال ۳۵ هجری/ژوئن ۶۵۶ میلادی) در منابع، زمان‌های متعددی گزارش شده و تعدادی از محاصره کنندگان به سرکردگی محمد بن ابی بکر به خانه‌اش توانستند وارد شوند. البته دقیقاً معلوم نیست که وی به عثمان ضربت وارد کرده باشد یا نه و منابع افراد متعددی را به عنوان قاتلین عثمان نام می‌برند. عثمان که در حال خواندن قرآن بود، مورد ضربت قرار گرفت و خونش بر صفحه قرآن ریخت. نائله بنت فرافصه از قبیله کلبیه که همسر عثمان بود نیز زخمی گردیده و خانه را نیز مورد غارت قرار دادند. جسد عثمان به صورت بسیار مخفیانه و شبانه با تشییع همسر و دوستان نزدیکش دفن گردید. سپاه معاویه (پدربزرگ معاویه و عثمان برادر و پسران امیة بن عبدشمس بودند) که برای کمک به عثمان فرستاده بود، در نیمه راه خبر مرگ عثمان را شنیدند و سریعاً به شام بازگشتند. در منابع این عمل فرستادن سپاه از سوی معاویه، عملی ریاکارانه معرفی گردیده‌است. در منابع آمده که شورش گران مصر به سرکردگی ابن عدیس از سوی معاویه مورد تعقیب قرار گرفتند و زندانی شدند. ابن عدیس فرار کرد اما دوباره بازداشت شد و توسط لشکریان معاویه کشته شد. کشته شدن عثمان نقطه عطفی در تاریخ مسلمانان بود و یکپارچگی سیاسی و مذهبی مسلمانان به پایان رسید و انشقاق‌ها و جنگ‌های داخلی بین آنان شروع شد. قتل عثمان منجر به طرح مسائل پیچیده‌ای شد از جمله اینکه آیا قتل عثمان عادلانه بود؟ آیا او از دستورهای اسلام منحرف شده بود؟ اگر چنین بود آیا شایسته قتل بود؟ پس از عثمان، علی به خلافت رسید که دوران خلافت او مصادف با جنگ‌های داخلی زیادی بین مسلمانان شد.
از این زمان به بعد اتحاد سیاسی و مذهبی اسلام از بین رفت و جنگ‌های داخلی و تفرقه آغاز گردید. دوران خلافت عثمان و قتل وی نقطه عطفی در تاریخ اسلام شد و از این رو حائز اهمیت است که قتل وی به این علت بود که در شایستگی اش اختلاف ایجاد شده بود. دانشنامه اسلام بر این باور است که آنچه مخالفان عثمان به عنوان نالایق بودن وی مطرح می‌کنند، بیشتر شخصیت متوسط و معتدل اوست. این واقعه روایات زیادی از تاریخ و به خصوص ادبیات تاریخی را به خود اختصاص داد و این روایات این واقعه را در رده فتنه قرار می‌دهند.

### در نگاه شیعیان
مسئله حکومت و قتل عثمان، یکی از اختلافات عمده شیعیان و سنی‌ها است. در ادبیات شیعه برخی عثمان را به «اشرافی‌گری» و «تجمل‌گرایی» متهم می‌کنند.

## محل دفن عثمان

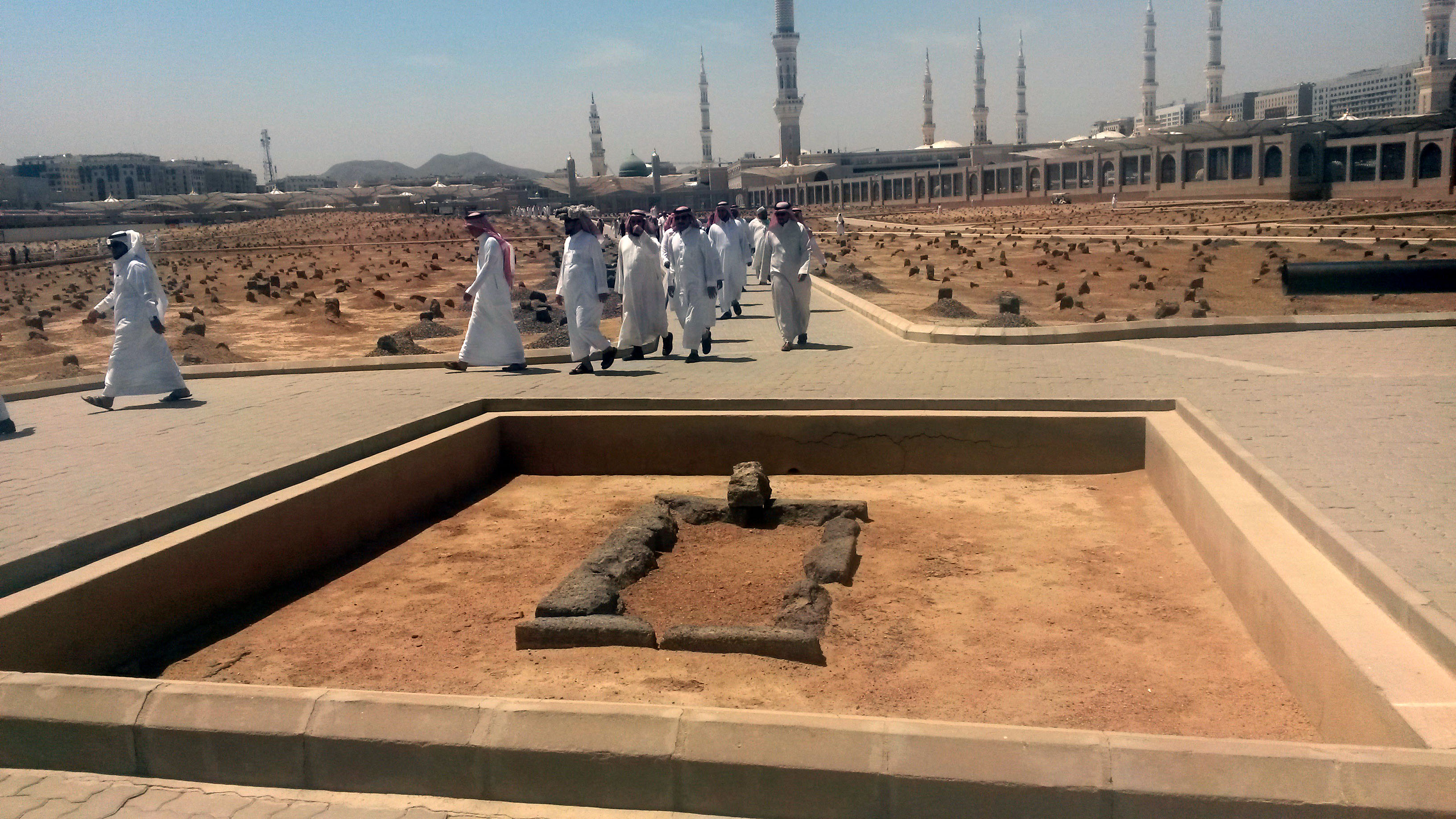
قبر عثمان

عثمان در شمال شرقی بقیع دفن شده‌است. به نوشته تاریخ طبری عثمان در آن زمان در گورستان حش کوکب (یهودیان) دفن شد، و قبر عثمان در این قبرستان محلی است که بعداً به بقیع الحاق شده‌است این قبر در فاصله ۱۳۵ متری قبر «شهداء الحرة» قرار گرفته‌است، با این وصف امروزه قبر عثمان در قبرستان بقیع است.